# Dialineura mongolica
Dialineura mongolica är en tvåvingeart som beskrevs av Zaitzev 1971. Dialineura mongolica ingår i släktet Dialineura och familjen stilettflugor. Inga underarter finns listade i Catalogue of Life.